# 西密歇根大學
西密歇根大學（英語：Western Michigan University，縮寫為WMU）是美國的一所知名公立研究型大學，位於密西根州卡拉馬祖市，是一所州立大學。西密歇根大學由密歇根州州長阿倫·T·比利斯於1903年簽署法案而創立，第一任校長是德懷特·瓦爾多，當時的名稱是Western State Normal School，曾是一所師範學校。現在學校共包括五個校區。西密歇根大學有全美規模最大的航天專業。

## 學術

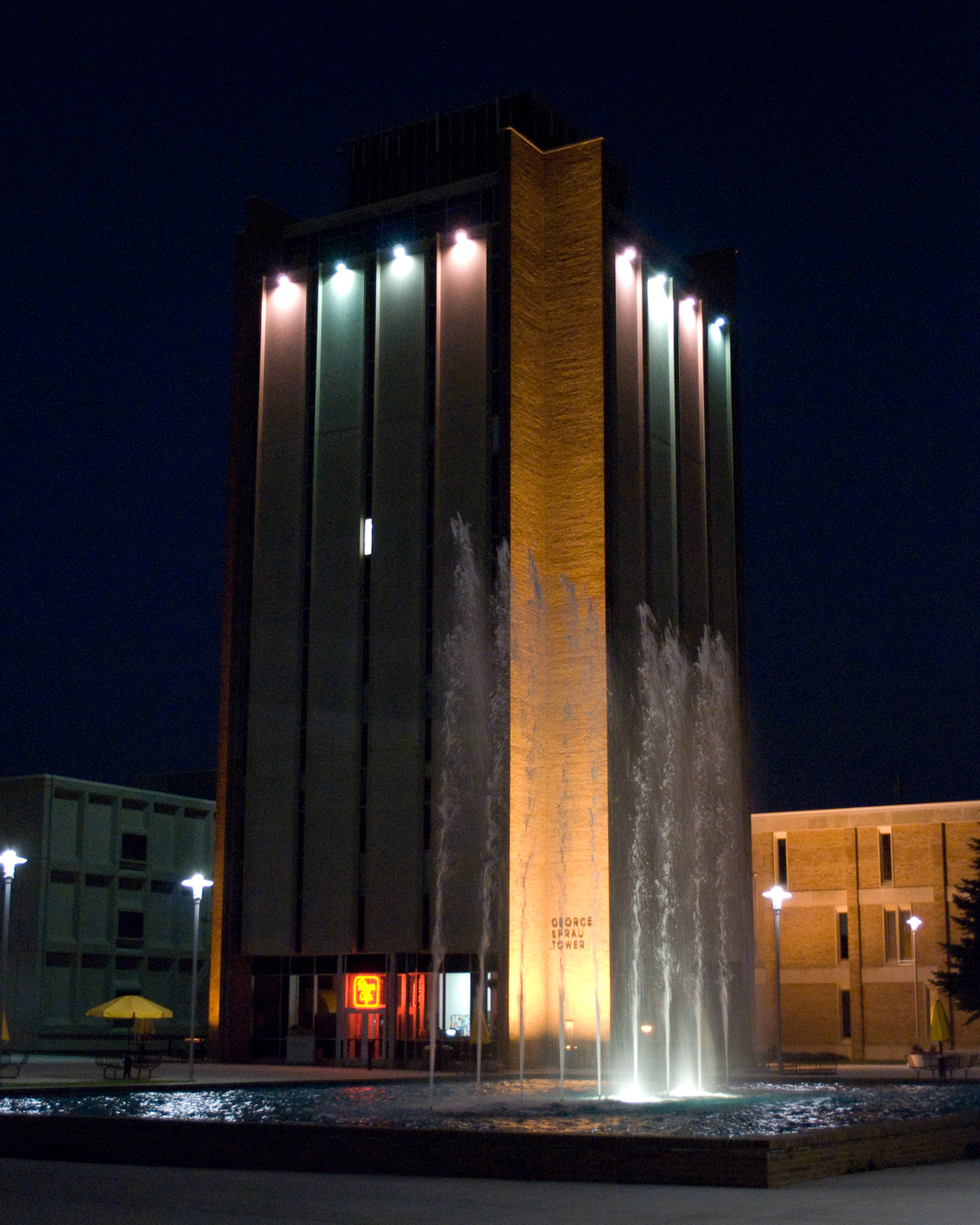
Sprau Tower

它是卡内基高等教育研究所列出的RU/H級研究型大學，提供本科到博士等的超過兩百個學位。
該大學共七個學院，其中哈沃斯商學院是美國最大的商學院之一，本科生超過4000名，MBA和MSA約500名。

## 外部連結
- 官方网站
- Official athletics website （页面存档备份，存于）